# Кирмењак
Кирмењак (итал. Chirmegnacco) је насељено место у Републици Хрватској у Истарској жупанији. Административно је у саставу Града Пореча.

## Становништво
Према последњем попису становништва из 2001. године у насељу Кирмењак је живео 50 становника који су живели у 13 породичних и 4 самачка домаћинства.
Кретање броја становника по пописима 1857—2001.
| година пописа  | 1857. | 1869. | 1880. | 1890. | 1900. | 1910. | 1921. | 1931. | 1948. | 1953. | 1961. | 1971. | 1981. | 1991. | 2001. |
| бр. становника | 0     | 0     | 75    | 55    | 86    | 102   | 0     | 0     | 109   | 98    | 80    | 51    | 39    | 49    | 50    |

Напомена:У 1857., 1869., 1921. и 1931. подаци су садржани у насељу Жбандај. У 1880., 1890. и 1910. исказано као део насеља.